# Svensk Preussen
Svensk Preussen var et generalguvernement oprettet i to omgange i 1600-tallet ved Ørstersøens sydøstlige kyst som et svensk besat og forvaltet tolddistrikt.

## Guvernementet 1629-1635
Ved den for 6 år afsluttede våbenstilstandsaftale indgået i Altmark 26. september 1629 mellem Sverige og Polen samt aftalen indgået i Fischhausen 16. november samme år mellem Sverige og Brandenburg overdroges til Sverige kystlandet fra Kurland i nord til Danzigs område i syd (de til det brandenburgske Preussen hørende områder dog kun som pant for de dele af Vestpreussen, som var blevet erobret af svenskerne, men under våbenstilstandstiden blev taget i sekvester af Brandenburg). Af dette dannedes nu et generalguvernement, som bestod af byerne og områderne: Braunsberg, Frauenburgs havn, Tolkemit, Elbing, Fischhauiske Werder, den ind til Frisches haff liggende del af Store Werder og Frische nehrung, videre Pillau, Fischhausen, Lochstädt, en del af det Schaakenske område, Den kuriske landtange og Memel.

### Forvaltningssystem
I spidsen for dets styrelse stod generalguvernøren i Elbing med højeste myndighed i militære og civile sager. Under ham fandtes guvernører i Elbing, Braunsberg, Fischhausen og Memel. Den første generalguvernør var rikskansleren Axel Oxenstierna, som havde haft det største arbejde med etableringen af dette guvernement og med dets organisation. Efter hans afrejse til Tyskland i slutningen af 1631 ble styrelsen overtaget af K. Baner. Efter dennes død, allerede i april 1632, overtog guvernøren i Elbing B. Bagge forvaltningen, indtil at i september samme år den nye generalguvernør H. Wrangel, ankom. Denne fungerede til fredsstilstandens afslutning. Imidlertid stod ved hans side generalkommissæren Joh. Nicodemi Ahus (Lillieström).

### Svenske indkomster
De indkomster den svenske krone hentede i selve guvernementet kunne, på grund af deres ringe omfang, ikke blive synderligt store, skønt landets muligheder udnyttedes til det yderste, især 1630, da der til underhold for de talrige krigsfolk, som dette år blev udrustede i Preussen, blev udpresset proviant og furage til den enorme værdi af 321.736 svenske riksdaler. Under de følgende års drägligare forhold udgjorde de pålæg, hvilke udgik til dels som årlige rentebetalinger, dels som acciser og kontributioner med mere, et beløb, som voksede fra 70.000 til noget over 100.000 rdl. årligt. Hvad, der gav dette guvernement dets egentlige betydning, var de bekendte preussiske toldindkomster, eller "licenterne", som de tillige blev betegnede. Disse toldindkomster blev opkrævede ikke blot i de på guvernementets område liggende havne Pillau og Memel, men tillige ved Danzig samt Libau og Windau på grund af særlige aftaler, som Sverige i begyndelsen af 1630 havde indgået med Danzig og hertugen af Kurland.

### Toldindkomster
Den livlige handel i de preussiske byer, der formidlede hele vareudbytningen mellem Vesteuropa og de vidtstrakte polske områder omkring Wisła og Nemunas, afkastede allerede under normale omstændigheder betydelige toldindkomster, men med svenskernes besiddelse af området indtrådte en speciel situation, hvor disse indkomster kunne skrues betydeligt i vejret. Allerede tidligere havde Sverige kontrol over kystområderne nord for Kurland og efter 1630 tillige den tyske kyst, dermed kontrollerede Sverige alle østre og sydlige østersø-kysthavne og havde derfor magt til at indrette toldindkomsterne på den for riget mest fordelagtige måde. De preussiske toldforhold organiseredes af Oxenstierna, bistået af Peter Spiring, en købmand fra Holland, som var trådt i svensk tjeneste. Oxenstierna beholdt også efter sin afrejse fra Preussen den højeste myndighed og kontrollen over dets toldvæsen. Spiring leddede den umiddelbare forvaltning som generallicent-forvalter, hvori han havde sine brødre som medhjælpere, og afgav regelmæssigt redegørelser til kansleren. (Brødrene Spiring modtog i betaling 5% af hele toldindkomsten). Af naturlige årsager blev Danzig og Pillau (hvor de skibe, som sejlede til Elbing og Königsberg blev fortoldet) hovedpladser for toldopkrævningen. Derimod forblev toldindkomsterne ved Memel, Libau og Windau altid ubetydelige. I henhold aftalen med Danzig skulle toldens samlede beløb være 5½ % af varernes værdi, hvoraf den svenske konge, gennem sine embedsmænd på skibene i Danzigs havn, fik 3½ %, mens de øvrige 2 % tilfaldt Danzig. I Pillau, hvor samme told blev opkrævet, synes en lignende fordeling at være foregået, så Königsberg og sandsynligvis også Elbing fik 2 %. Da procentsatsen således en gang for alle var blevet fastlagt, var det beløb, som toldindkomsterne kunne afkaste, helt og holdent ville bero på, hvor højt varerne værdisattes. Denne vurderingsret forbeholdt Sverige sig. Det drev varepriserne opad så højt som muligt. 1629, det år, de stilstandsaftalen blev sluttet med Polen, men inden aftalen med Danzig var bragt i stand, og da tolden blev taget som en slags krigsskat, steg den til 580.467 rdl, hvoraf 436.557 fra Pillau og 137.281 ved Danzig og 6.629 ved Montauer spitze (en told, som, efter våbenstilstandsaftalens indgåelse, ikke mere kunne afkræves), mens for 1630, det første år med mere fredelige forhold, viste en anseeligt fald: toldindkomsterne indbragte nu kun 393.280 rdl., som følge fortrinsvis af den afmatning, som krigen bevirkede. Men der efter voksede toldindkomsterne år for år: 1631 til 544.637, 1632 til 626.254, 1633 til 663.991, 1634, da de nåede et højdepunkt, til 810.091, endelig i 1635 til 683.790 rdr. Af disse store summer måtte det rige Danzig bidrage med den største andel; den udgjorde i begyndelsen 60 %, til sidst 70 % af det samlede beløb. Toldindkomsterne i Pillau udgjorde i begyndelsen ⅓, men sank med tiden til ¼ af totalsummen. Tolden i Libau, Windau og Memel udgjorde tilsammen blot 2-3 %.

### Toldindkomsternes betydning
Disse toldindkomster havde en særdeles stor betydning for Sverige. Landets indskrænkede finansielle muligheder, som ikke formåede at finansiere den store politiske rolle, som landet på denne tid spillede i Europa, virkede hæmmende på alle dets tiltag. I de preussiske toldindkomster havde man fundet midler til at overvinde disse finansieringsvanskeligheder, hvilket aldrig havde været af større betydning end netop på denne tid, da det gjaldt om at fuldføre Gustaf Adolfs store planer. Ingen vidste bedre betydningen af disse toldindkomster end netop Axel Oxenstierna, og han var da også fast besluttet på ikke at lade dem gå ud af Sveriges eje, men trods hans råd anså regeringen, at man burde overdrage dem i betragtning af de vanskeligheder, som var forbundet med deres bibeholdelse. Oven i disse vanskeligheder kom, at Sverige, hvis det ville beholde det preussiske guvernement, kunne forvente en ny krig ikke blot med Polen, men også med Danmark, der ligesom sømagterne var yderst besværet af de preussiske toldafgifter. Ved våbenstilstandsaftalen i Stuhmsdorf 12. september 1635 afstod Sverige sine besiddelser i Preussen. Toldindkomsterne forblev i Sveriges varetægt til årets udgang. Landet rømmedes efterhånden, Elbing og Pillau dog først i januar 1636.

## Guvernementet 1655-1660
Under Karl 10. Gustafs polske krig fra oktober 1655 til marts 1656 kom hele det område, som fra gammel tid henregnedes under navnet Vestpreussen, Polske Preussen (vojvodskaberne Kulm, Marienburg og Pommerellen), efterhånden under Sverige, med undtagelse af Danzig og biskopsstiftet Ermeland, som dog var under svenskernes kontrol i nogen tid, men fra 7. januar 1656 blev overdraget til kurfyrsten af Brandenburg. Ekskansleren Erik Oxenstierna udnævntes 10. december 1655 til generalguvernør af Preussen. Guvernørerne i Elbing, Thorn og Marienburg skulle stå under ham. Oxenstierna tænkte sig at organisere regeringen i Preussen i overensstemmelse med dem i de andre svenske provinser. Den stadige krigsstilstand, de knappe pengeforhold og Oxenstiernas død den 21. oktober 1656 forhindrede den fuldstændige gennemførelse af planerne. Indsættelsen af en superintendent, indrettelsen af en overdomstol, ordningen af postvæsenet og flere byers befæstelse viste imidlertid de svenske embedsmænds virksomhed. Garnisoner med sammenlagt 6.000-8.000 mand blev underholdt inden for guvernementet. Toldindkomsterne skulle ordnes som på Gustaf 2. Adolfs tid, men i henhold til aftalen i Königsberg (7. januar 1656) kunne dette ikke gennemføres uden kurfyrsten af Brandenburgs medvirken. En kommission af svenskere og brandenburgere nedsattes, men deres arbejde afsluttedes aldrig. I mellemtiden opkrævede svenskerne told uden for Danzig. Efter Oxenstiernas død indsattes først ingen generalguvernør, men 25. juni 1657 blev hertug Adolf Johan "oberdirektor" over Preussen. Svenskerne overgav allerede i september 1657 flere mindre områder, men beholdt Toruń, Marienburg, Elbing, Danziger haupt, Graudenz, Strassburg og Montauer spitze samt nogle mindre slotte, fra hvilke de omkringliggende landområder kontrolleredes. 13. december 1658 kapitulerede Toruń. I slutningen af 1659 var kun Marienburg og Elbing tilbage, de rømmedes efter freden i Oliwa (23. april 1660).